# Nevado Cariquima
El Nevado Cariquima, volcán Cariquima o Mama Huanapa es un cerro isla, ubicado en el altiplano de la Región de Tarapacá (Chile), al sur de los poblados de Cariquima y Ancuaque. Mide unos 5.350 metros de altitud.

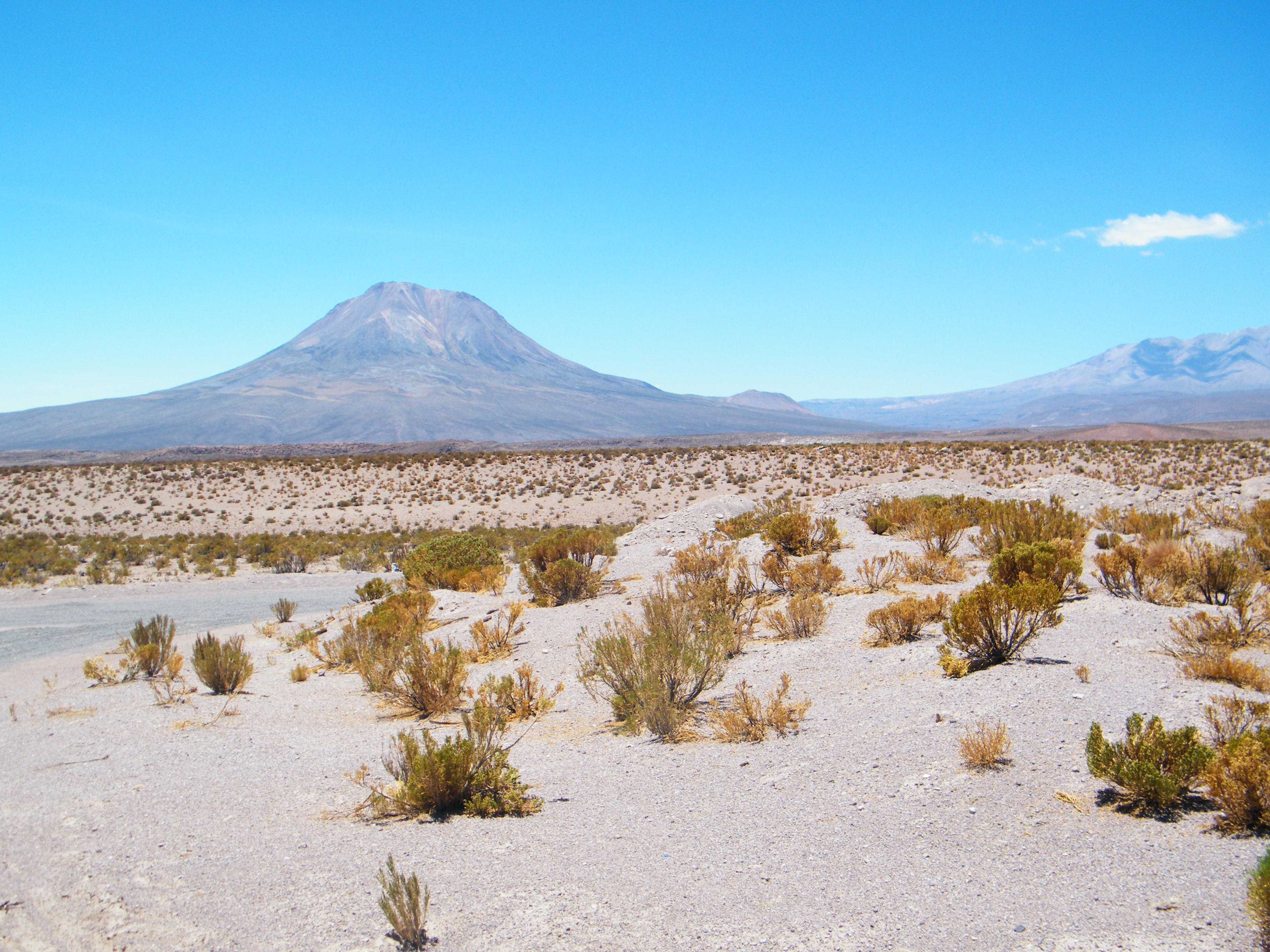
Nevado Cariquima

## Leyenda
Según la leyenda aymara, el cerro Cariquima o Mama Huanapa encara a una bella mujer, por la cual los nevados del sector (Sillajuay, Isluga y el Sajama) estarían en constante lucha por su amor.